# Marijci

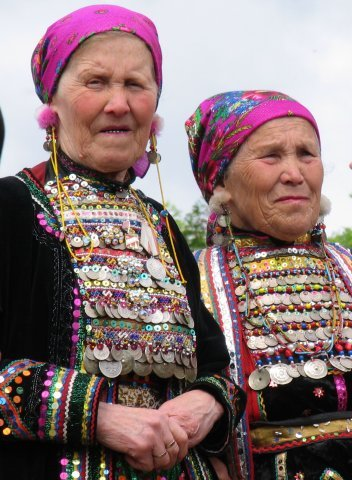
Východomarijské ženy v tradičních krojích – folklorní skupina Ervij

Marijci (též Čeremisové, rusky Марийцы) jsou ugrofinský národ žijící v Povolží. Většina Marijců žije v Marijsku a také v Tatarstánu a Baškortostánu. V roce 2002 se k marijské národnosti přihlásilo 604 298 občanů Ruské federace. Několik tisíc Marijců žije na Ukrajině a v Kazachstánu.
Marijci se kulturně dělí na Marijce horské, žijící podél pravého břehu Volhy, Marijce luční, žijící podél levého břehu Volhy a Marijce východní žijící převážně v Baškortostánu.

## Jazyk
Marijština náleží do finsko-volžských jazyků ugrofinské větve uralské jazykové rodiny. V současností ji lingvisté dělí na čtyři dialekty: luční, horský, východní a severozápadní.

## Náboženství
Marijci kromě pravoslaví vyznávají svoji tradiční pohanskou víru spočívající v uctívání přírody.
Tato víra – Kuga sorta (z překladu Velká svíce) vznikla v 19. století na vzdor proti christianizaci, avšak spolu s prastarými pohanskými prvky mísí i prvky křesťanství.
 
Také se však setkáme s původním pohanským náboženstvím – Čimarii jüla – jde o polyteistický systém, z něhož později vzešel i výše popsaný synkretismus.
Tradiční náboženské obřady se konají v hájích a lesích u obětních míst nazývaných keremet, kam lidé nosí obětiny v podobě různého jídla. Na nejvyšším místě marijského pantheonu stojí Bílý bůh – Jumo (kognát finského slova jumala znamenající „Bůh“) či Oš Poro Kugu Jumo – Velký dobrý bílý Bůh.
Většinu marijských náboženských společenství sdružuje hnutí Marij Jumyjúla.

## Významní Marijci
- Vjačeslav Bykov — hokejista, trenér ruské reprezentace
- Ivan Kyrlija — básník a herec
- Vjačeslav Kislicyn — 2. prezident Marijska
- Valentin Kolumb — básník
- Ivan Palantaj — hudební skladatel
- Oleg Taktarov — zápasník a herec
- Sergej Čavajn — básník a dramaturg
- Andrej Ešpaj — hudební skladatel
- Jakov Ešpaj — hudební skladatel a etnograf